# Eduardo Compta

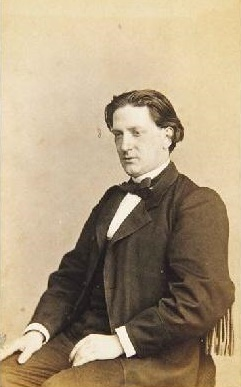
Eduardo Compta Torres, fotografía de J. Laurent. Museo de Historia de Madrid.

Eduardo Compta Torres (Madrid, 6 de diciembre de 1835-20 de junio de 1882) fue un pianista y compositor español, profesor de la Escuela Nacional de Música y caballero de la Orden de Carlos III.

## Biografía
Nacido en Madrid el 6 de diciembre de 1835, Eduardo Compta se inició en el estudio de la música con su padre, oriundo de Vich, y completó sus estudios de piano en el Conservatorio de Madrid en 1856, dedicándose desde ese mismo momento a la enseñanza en el mismo centro, según declaraba en la introducción a su Método completo de piano, primero como alumno repetidor y posteriormente como profesor de la disciplina. Alumno en Madrid de Pedro Albéniz, en 1856, galardonado con el segundo premio de piano del conservatorio madrileño, viajó a París para recibir lecciones de piano de Antoine-François Marmontel y a Bruselas, donde además de piano estudió armonía y composición con François-Joseph Fétis. En 1861 en París tocó ante Napoleón III. En 1864 fue nombrado profesor auxiliar del conservatorio madrileño, inicialmente sin sueldo, compatibilizando la enseñanza con la actividad como concertista. Una vez nombrado profesor numerario, en 1873, absorbido por las tareas educativas, abandonó la composición musical.
Con sus enseñanzas y su Método completo de piano formó una selecta escuela de pianistas surgidos del conservatorio madrileño, entre los que destacaron músicos como José Tragó, los hermanos navarros Melecio y Apolinar Brull Ayerra, Felipe Espino o Natalia del Cerro, que posteriormente sería profesora supernumeraria de piano en la misma escuela.

## Obra
- Gradus ad Parnasum o El arte de tocar el piano: demostrado con estudios en el estilo severo y en el elegante por Muzio Clementi; y nuevamente ordenados y precedidos de instrucciones y ejemplos sobre la manera de estudiarlos por Eduardo Compta. Edición dedicada al conservatorio de Madrid y adoptada por el mismo. Madrid, B. Eslava editor, 1867.[5]
- Método completo de piano, Madrid, 1873, 6.ª edición.[6]